# Dronning Alexandras Ankomst til Toldboden
Dronning Alexandras Ankomst til Toldboden je dánský němý film z roku 1902. Režisérem je Peter Elfelt (1866–1931). Film trvá zhruba jednu minutu a premiéru měl 17. října 1902.

## Děj
Film zachycuje Alexandru Dánskou, dceru Kristiána IX., která se v roce 1863 provdala za Eduarda VII., při jedné z jejích návštěv Dánska.